# Козловка (Тюльганский район)
Козловка — село в Тюльганском районе Оренбургской области в составе Репьёвского сельсовета. 

## География
Находится на расстоянии примерно 4 километров по прямой на юг-юго-восток от районного центра поселка  Тюльган.

## Население
Население составляло 189 человека в 2002 году (русские 85%), 129 по переписи 2010 года.